# Kodiakella dimorpha
Kodiakella dimorpha är en kvalsterart som beskrevs av Pérez-Íñigo och Subías 1978. Kodiakella dimorpha ingår i släktet Kodiakella och familjen Kodiakellidae. Inga underarter finns listade i Catalogue of Life.